# Пнюв (Любуське воєводство)
Пнюв (пол. Pniów) — село в Польщі, у гміні Тожим Суленцинського повіту Любуського воєводства.
Населення — 182 особи (2011).
У 1975-1998 роках село належало до Зеленогурського воєводства.

## Демографія
Демографічна структура станом на 31 березня 2011 року:
|          | Загалом | Допрацездатний вік | Працездатний вік | Постпрацездатний вік |
| -------- | ------- | ------------------ | ---------------- | -------------------- |
| Чоловіки | 91      | 14                 | 69               | 8                    |
| Жінки    | 91      | 19                 | 46               | 26                   |
| Разом    | 182     | 33                 | 115              | 34                   |